# Billboard Music Award for Top Country Artist
Der Billboard Music Award for Top Country Artist (dt. Billboard Music Awards für den Besten Country Künstler) wird seit 1991 im Rahmen der Billboard Music Awards in den USA verliehen.
Seit der Ersten Verleihung wurden Garth Brooks und Taylor Swift dreimal, Luke Bryan, Dixie Chicks und Luke Combs zweimal ausgezeichnet. Tim McGraw, George Strait und Jason Aldean wurden mit jeweils 5 Nominierungen am häufigsten nominiert.

## Gewinner

### 1990er Jahre
- 1991: Garth Brooks
- 1993: Garth Brooks
- 1995: John Michael Montgomery
- 1996: George Strait
- 1997: LeAnn Rimes
- 1998: Garth Brooks
- 1999: Dixie Chicks

### 2000er Jahre
- 2000: Dixie Chicks
- 2001: Tim McGraw
- 2003: Shania Twain
- 2005: Toby Keith

### 2010er Jahre
- 2011: Taylor Swift
- 2012: Lady Antebellum
- 2013: Taylor Swift
- 2014: Luke Bryan
- 2015: Florida Georgia Line
- 2016: Luke Bryan
- 2017: Blake Shelton
- 2018: Chris Stapleton
- 2019: Luke Combs

### 2020er Jahre
- 2020: Luke Combs
- 2021: Morgan Wallen
- 2022: Taylor Swift